# Campionati europei cadetti di scherma
I Campionati europei cadetti di scherma  sono una competizione sportiva annuale organizzata dalla Confederazione europea di scherma rivolta alla categoria Cadetti (under-17).
La prima edizione si è svolta nel 1987 a Saint-Nazaire in Francia.
Ad ogni competizione vengono attribuite sei medaglie individuali (uomini e donne nelle tre armi: fioretto, spada e sciabola) e sei medaglie a squadre (squadre uomini e squadre donne nelle tre armi).

## Albo d'oro
| Anno | Fioretto              | Fioretto                | Spada                 | Spada                          | Sciabola             | Sciabola                 |
| Anno | Uomini                | Donne                   | Uomini                | Donne                          | Uomini               | Donne                    |
| ---- | --------------------- | ----------------------- | --------------------- | ------------------------------ | -------------------- | ------------------------ |
| 1987 | Daniele Crosta        | Giovanna Trillini       | Carsten Lotter        | -                              | Giovanni Sirovich    | -                        |
| 1988 | Jörg Schwanninger     | Alda Occhipinti         | Nicolas Buergin       | -                              | Marton Wiszkidenszky | -                        |
| 1989 | Alberto Franchini     | Michaela Müller         | Alexander Rüdinger    | -                              | Ivan Lombardo        | -                        |
| 1990 | Jan Eric Rauhaus      | Simone Contadino        | Christian Porisini    | Elisabetta Castrucci Cotichini | Dariusz Gilman       | -                        |
| 2007 | Tommaso Lari          | Inna Deriglazova        | Pau Rosello           | Rossella Fiamingo              | Áron Szilágyi        | Matylda Ostojska         |
| 2008 | Michele Di Francisca  | Olga Rachele Calissi    | Teemu Seeve           | Erika Kirpu                    | Nikolász Iliász      | Caterina Navarria        |
| 2009 | Edoardo Luperi        | Olga Rachele Calissi    | Pierre Haxaire        | Julia Beljajeva                | Stefano Scepi        | Kata Várhelyi            |
| 2010 | Kirill Ličagin        | Francesca Palumbo       | Marco Fichera         | Alberta Santuccio              | Kamil Ibragimov      | Kata Várhelyi            |
| 2011 | Alexander Choupenitch | Szonja Szalai           | Yuval-Shalom Freilich | Alberta Santuccio              | Aleksandr Trušakov   | Martina Criscio          |
| 2012 | Francesco Ingargiola  | Kristina Samsonova      | Jevhen Karjučenko     | Réka Bohus                     | Iacopo Rinaldi       | Anna Márton              |
| 2013 | Björn-Erik Weiner     | Viktória Mesteri-Schmél | Zsombor Bányai        | Nadine Stahlberg               | Gherardo Caranti     | Anastasija Gogoleva      |
| 2014 | Enguerard Roger       | Anna Szymczak           | Rico Braun            | Lizaveta Chlystunova           | Federico Riccardi    | Petra Záhonyi            |
| 2015 | Alvise Dal Santo      | Leonie Ebert            | Linus Islas-Flygare   | Federica Isola                 | Konstantin Lochanov  | Ol'ga Nikitina           |
| 2016 | Kirill Borodačëv      | Serena Rossini          | Stanislav Galper      | Federica Isola                 | Matteo Neri          | Liza Pusztai             |
| 2017 | Tommaso Marini        | Marta Ricci             | Davide Di Veroli      | Barbara Brych                  | Ibrahim Ahmed Acar   | Liza Pusztai             |
| 2018 | Filippo Macchi        | Adelina Bikbulatova     | Davide Di Veroli      | Eszter Muhari                  | Magamed Chalimbekov  | Deniz Selin Unludag      |
| 2019 | Arwen Borowiak        | Matilde Calvanese       | Vladimir Tolasov      | Eszter Muhari                  | Emanuele Nardella    | Nisanur Erbil            |
| 2020 | Gergő Szemes          | Matilde Calvanese       | Théo Brochard         | Ekaterina Kolbeneva            | Colin Heathcock      | Toscane Tori             |
| 2022 | Ambrus Budaházy       | Matilde Molinari        | Jacopo Rizzi          | Gréta Gachályi                 | Colin Heathcock      | Anna Spiesz              |
| 2023 | Mattia Rubin          | Vittoria Pinna          | Leonardo Cortini      | Emili Conrad                   | Oszkár Vajda         | Emese Domonkos           |
| 2024 | Lauro Falchetto       | Anna Kollár             | Michele Queiroli      | Anna Maksymenko                | Leonardo Reale       | Vittoria Mocci           |
| 2025 | Hunor Kosztolanyi     | Alara Atmaca            | Donat Kiss            | Alina Dmytruk                  | Candeniz Berrak      | Francesca Romana Lentini |

## Edizioni
| Anno | Città         | Nazione     |
| ---- | ------------- | ----------- |
| 1987 | Saint-Nazaire | Francia     |
| 1988 | Udine         | Italia      |
| 1989 | Budapest      | Ungheria    |
| 1990 | Gouda         | Paesi Bassi |
| 2007 | Novi Sad      | Serbia      |
| 2008 | Rovigo        | Italia      |
| 2009 | Bourges       | Francia     |
| 2010 | Atene         | Grecia      |
| 2011 | Klagenfurt    | Austria     |
| 2012 | Parenzo       | Croazia     |
| 2013 | Budapest      | Ungheria    |
| 2014 | Gerusalemme   | Israele     |
| 2015 | Maribor       | Slovenia    |
| 2016 | Novi Sad      | Serbia      |
| 2017 | Plovdiv       | Bulgaria    |
| 2018 | Soči          | Russia      |
| 2019 | Foggia        | Italia      |
| 2020 | Parenzo       | Croazia     |
| 2022 | Novi Sad      | Serbia      |
| 2023 | Tallinn       | Estonia     |
| 2024 | Napoli        | Italia      |
| 2025 | Adalia        | Turchia     |